# ベッコフオートメーション
ベッコフオートメーション（Beckhoff Automation GmbH）は、ドイツのヴェストファーレン、フェアルに本社を置くオートメーション機器メーカである。PCベースのオープンな自動制御システムを提供しており、産業用PC、各種フィールドバス対応I/O、ドライブテクノロジ、自動制御ソフトウェアTwinCATなど豊富な製品ラインナップを特徴としている。ベッコフオートメーションはまた、産業用リアルタイムイーサネットEtherCATのイニシエータでもある。

## 会社沿革
ベッコフオートメーションは、1980年にHans Beckhoffによって設立された。同社の起源は、Arnold BeckhoffとElisabeth Beckhoff がヴェストファーレンのフェアルに会社を設立した1953年にさかのぼる。2005年まで、ベッコフはBeckhoff Industrie Elektronikという会社名で運営されていた。以来今日までベッコフオートメーションは、ベッコフグループの他企業同様ファミリービジネスの伝統を継承する。

## 主要な数字
ベッコフオートメーションは、2018年に9億1,600万ユーロの売上を達成した。同社はグローバルで4,300人の従業員を雇用しており、その3分の1がエンジニアであるという特徴をもつ。ドイツ国内に22の支店、グローバルでは38の支社と75以上の代理店を展開。
ベッコフはさまざまな経済ランキングでトップの地位を占めている。2015年1月、WirtschaftsWocheによる「ドイツの中規模企業30社」の世界市場リーダランキングで6位にランクインした。DIE WELT紙が2015年12月13日に発表したミュンヘン戦略グループによる「トップ100-中規模企業のランキング2015-ドイツの成長と収益の星」の調査結果を発表し、ベッコフオートメーションは調査対象の3,500社のうち7位にランクインした。

## 製品
ベッコフオートメーションの提供する制御機器は下記の４つの製品群に分類される。
- IPC

IPCは、主に産業用PCと組込み型PCで構成される。産業用PCは、制御盤設置とアーム設置に対応したパネルPCおよびコントロールパネル、キャビネット型の産業用PC、超小型PCや産業用サーバなどで構成される。要件に合わせてさまざまなフォームファクタとディスプレイサイズから選択できる。ベッコフIPC独自の特徴は、すべて自社で開発、生産しているマザーボード。現在 3.5インチマザーボードとATXマザーボードを搭載したPCが製造されている。組込み型PCは、制御盤内のDINレールに直接取り付けることができるコンパクトなモジュール型のPCでPC右側にはEtherCATターミナルや各種バスターミナルを直接接続できる機構になっている。
- I/O

ベッコフは一般的なフィールドバスに対応したさまざまなI/Oを取り揃えている。IP 20対応I/OシステムEtherCATターミナルとバスターミナル、IP 67対応 EtherCATボックスとフィールドバスボックス、およびフィールドバスカード、スイッチ、EtherCATディストリビューターおよびコンバーターなどのインフラストラクチャコンポーネントなどが含まれる。ベッコフのI/Oは、自社で開発したEtherCAT に加えて、PROFIBUS、PROFINET、EtherNet / IP、DeviceNet、CANopenなど、他の多数のフィールドバスシステムをサポートしている。

- モーション

モーション製品は、サーボドライブ、サーボモータ、リニアモータ、ステッピングモータ、プラネタリギアユニットで構成されている。ベッコフは、電源システムとフィードバックシステムを1本のモータケーブルに統合したワンケーブルテクノロジ（OCT）により、サーボモータのシングルケーブル接続を実現した。
ベッコフが開発した高速リニア搬送システム XTSは、可動子がモータモジュールとガイドレールで構成された軌道上を独立して駆動できるシステムで、ドライブテクノロジに革新をもたらした。

- オートメーション

オートメーション製品は、すべてのオートメーションソフトウェアとシステムソリューションをバンドルする。コア製品のオートメーションソフトウェアTwinCAT 3は、Microsoft Visual Studioの開発環境に統合されており、Visual Studioをオートメーションおよびアプリケーションプログラミングに使用できると同時に、ユーザがさまざまなプログラミング言語を使用できることを意味する。IEC 61131-3に準拠した従来のPLCプログラミングに加えて、C / C ++や、MATLAB®/Simulink®もサポートする。
TwinSAFEによるセーフティソリューションは、安全センサおよびアクチュエータをマシン制御に統合する。信号は標準フィールドバスシステムを経由して送信されるため、別の安全回路は不要。
XFC (eXtreme Fast Control Technology）は、I / O応答時間が<100 µsの制御ソリューションを提供する。これにより、1秒あたり最大10,000回のサンプリングレートが可能になり、高精度かつ効率的な生産システムの構築を実現する。

## 沿革
- 1982:	P1000 – シングルボードモーションコントローラ
- 1986:	PC 制御 – 最初のPC ベースのマシンコントローラ
- 1989:	Lightbus – 光ファイバを使用した高速フィールドバス
- 1990:	オールインワンのPC マザーボード
- 1995:	バスターミナル – ブロック端子台形式のフィールドバステクノロジ
- 1996:	TwinCAT – PLC およびモーションコントロール機能を備えたWindows 用リアルタイムソフトウェアパッケージ
- 1998:	操作パネル – リモートIPC 操作パネル
- 2002:	CX1000 – モジュール式組込み型PC
- 2003:	EtherCAT – リアルタイムイーサネットフィールドバスシステム
- 2005:	TwinSAFE – コンパクトな安全ソリューション
- 2005:	AX5000 – EtherCAT サーボドライブ
- 2007:	産業用マザーボード - ヴェストファーレン製
- 2008:	XFC – eXtreme Fast Control Technology
- 2009:	HD バスターミナル – 幅12 mm の16 チャンネル端子
- 2010:	TwinCAT 3 – XAT（eXtended Automation Technology）
- 2011:	AM8000 – ワンケーブルテクノロジを採用した 同期型サーボモータ
- 2012:	 第 2 世代の操作パネル – マルチタッチテクノロジを搭載した パネル PC と操作パネル
- 2012:	 XTS – 高速無配線搬送システム
- 2014:	メニーコア制御 – 演算能力を最大限に活用する産業用サーバ
- 2014:	AX8000 – 多軸サーボシステム
- 2014:	EtherCAT プラグインモジュール – 回路基板用バスターミナル
- 2015:	EtherCAT P – ワンケーブルオートメーション
- 2015:	 TwinCAT HMI – プラットフォームに依存しない ユーザインターフェイス
- 2015:	 TwinCAT IoT – シンプルなクラウド通信を実現
- 2015:	TwinCAT Analytics – プロセスデータの記録および分析
- 2016:	 EtherCAT 計測モジュール – システム統合されたハイエンドな 計測技術
- 2017:	 プロセステクノロジ – 防爆対応のシステム統合された ソリューション
- 2017:	 C60xx – 新世代の超小型 IPC 2017 AMP8000 – 分散型サーボドライブシステム
- 2017:	TwinCAT ビジョン – オートメーションテクノロジ
- 2018:	EtherCAT G -  EtherCATをギガビットレベルに拡張可能
- 2018:	XPlanar - 磁気浮遊するフライングモーション
- 2018:	ARM Cortex™ M7搭載の組込み型PCシリーズ
- 2019:	C70xx - IP 65/67対応マルチコアIPC
- 2019:	TwinCAT Machine Learning - 機械学習とオートメーションの融合
- 2019:	TwinCAT Cloud Engineering - クラウドベースのスマートエンジニアリング